# Hydractinia polycarpa
Hydractinia polycarpa är en nässeldjursart som beskrevs av John Fraser 1938. Hydractinia polycarpa ingår i släktet Hydractinia och familjen Hydractiniidae. Inga underarter finns listade i Catalogue of Life.